# 姬侍
姬侍:430、或稱御婢、侍姬、婢妾、妾婢、侍妾、姬妾、姬夫人等，称指一夫一妻多妾制婚姻中，被貴族、士族、富豪豢養於家中、與男主人有性關係但不屬正式妻妾的女性:430—436。
中国古代社会中，姬侍多為客女（部曲之女）、婢女、或家妓出身。婢女出身者通常稱為宠婢、收房丫头或通房丫头；陪嫁婢女出身者称为媵、媵婢、媵妾、陪嫁媵、陪嫁婢妾:135—137；家妓出身者稱為妓妾、寵妓:508—512。朝鮮又把妓生出身的姬侍稱守廳（韓語：수청）、守廳妓（韓語：수청기）。日本稱為召人。
男性在家庭之外供养、同居的女性称为外室，当代研究者亦视为姬妾:32。

## 中国

### 历史演变
中国历代法律对姬侍身份规定各有不同，法律对民众纳妾亦有一定限制。贵族、士大夫和富户所豢养的姬妾则可能至百余人。为了限制纳妾，清律规定“庶民之家不准存养良家男女为奴婢”。同时，现代研究者以清代实例指，虽以婢女为妾是社会常态，“但若是老者好色，强暴幼婢”或强迫为妾，“仍会受到士大夫的非议”:98。
《唐律疏议》的规定，不得以婢为妻或为妾，及婢有子及经放为良者，可以为妾。现代研究者指，唐代官妓、家妓兴盛。身份上，家妓与其她妾侍没有严格的区分，与婢女同类，但一般不从事家务劳动，而是男性的“内宠和歌舞人”。此时，妾、家妓多出身娼妓、优伶，以及良家小户女子。地位卑微，然而生活优裕:40。
明清社会提倡女性守贞，推行貞節旌表。在丈夫逝世后，妾室和婢妾的守节义务次于正妻。有家族鼓励为丈夫守节的妾室、婢妾的实例。但她们守节与否，通常由正妻决定。常见正妻逼迫妾室、婢妾改嫁:97、98。对明清时陪嫁婢女出身的媵妾研究中，正妻或媵妾一同守节，或强迫媵妾改嫁，皆是常见情况。此外，亦有陪嫁媵、媵妾与正妻一同殉夫，或独自殉夫的情况:135—137。
晚清时，政府试图废除奴婢制度未果。中华民国建立后，北洋政府時期大理院司法解释认可的妾的身份，仅需双方有“次于正妻地位之眷属合意”，不必具备文书或某种仪式:76。至此，所有妾室法律定义相同。1928年北伐成功，国民政府在法律上废除奴婢制度。但社会生活中，婢妾并未立即消失。香港的个案，一位十七岁“妹仔”在1948年成为男主人的婢妾。此类现象在香港沿袭至1960年代消失:255。

### 家庭地位与社会形象
与通过一定仪式納為妾室相比，通常出身于客女、婢女、家妓的姬妾在家庭的地位更为低下。她们不需要任何法律程序，即可成为男主人的性伴侣，但仍不具配偶身份，摆脱不了奴婢的地位。由于身份“卑贱”，“以致虐待她们等等行为都被认为是合理的”:250。有些甚至同時與多名男主人維持性關係:430—436。男主人亦可要求她們為客人侍寢。亦有些由主人安排嫁人，但有些婢妾婚後仍然與男主人維持性關係。
中国历代文人对婢妾的描述中，男主人将她们视为可以用以与他人交换的物品。明清文学繁荣，出现了大量由士人执笔为姬妾所作的回忆文章。现代研究者认为，此类文章“体现了士人对卑弱者的悲悯和一定程度的尊重，有人性光辉在。但细析文本，尤其是与正妻忆传对读，男性士人与其姬妾在社会金字塔上的悬殊地位又在在可见，印证了性别尤其是阶级的不平等在情感关系的建立中是难以逾越的鸿沟。”而民间文学中常见的“宠妾虐妻”则难觅其踪。成为士大夫文化与社会现实、民间文化的生动对比:119。

### 子女
婢妾所生的子女，即婢生子。虽然，婢生子與妾室所生子女同樣是庶子女，但在法律地位上與情妇（外室）所生的外宅子同屬奸生子（现代汉语称私生子）。
婢生子、外宅子否被視為家庭成員則視乎父親或大家長的決定，有些姬侍所出的子女獲父親承認，地位與一般庶出子女相同。但有些維持奴婢地位，不被視為家庭成員。例如唐代詩人柳宗元長女柳和娘為其婢妾所生，但她在死後才得到父親承認身份。《全唐文》記載唐代時，蔣恭綽與婢女生有一女阿刘，蔣恭綽死後，阿劉不被蔣恭綽正式的家屬承認為蒋家后裔，只被視為婢女，即使上訴官府，仍判她為婢女身份。有些甚至在生父死後，自己和母親即被父親的正式妻妾和婚生子女逐出家門:430—436。

## 朝鲜
在朝鮮王朝，婢妾所生子女雖然被視為家庭成員，列入宗譜，但由於當時的從母法規定，母親如為包括奴婢在內的賤民，不論生父地位如何、生母是否被納為妾室，皆繼承生母的賤民身份。因此婢妾所生子女在家中實際地位往往如同奴婢。

## 皇族的姬妾
在奉行一妻多妾制国家的宫廷中，被君主臨幸的宮女境遇各有不相同。但其所生子女一般归为庶出子女，承認為皇子女，享有相應的待遇。
中国历代皇室、宮廷中一些被臨幸而未被冊封為妃嬪的宮女，如未得到妾室待遇，其身份也屬於姬侍。有些會獲君主額外封賞，例如宋朝時有些被臨幸的宮人獲賜紅霞帔之位。清兵入关前的后金时期，“当时为皇家男性生子女的女奴婢，并不算男性之妾”，故此类女子与其所生子女皆未列入皇室成员之列。以努尔哈赤的庶妃西林覺羅氏为例。入关后，受明朝制度影响，皇帝庶出子女的地位得到提高。同时，皇族男性的姬妾所生子女亦归入宗室册籍:37—38。清朝後宮中，一些被臨幸的宮人升為官女子。
朝鮮王朝被臨幸的宮女封承恩內人或承恩尚宮等，但實際上她們仍然是宮中僕役身份，仍未被視為君主妾室。